# 33522 Chizumimaeta
33522 Chizumimaeta este o planetă minoră (asteroid), cu un diametru de 2,289 km, din centura de asteroizi. A fost descoperită pe 12 aprilie 1999 la Experimental Test Site⁠(d) de Lincoln Near-Earth Asteroid Research. 
Obiectul prezintă o orbită caracterizată de o semiaxă mare de 2,2764767 UAi, o excentricitate de 0,08, o înclinație de 7,50145 ° în raport cu ecliptica.